# Naevius Sutorius Macro
Quintus Naevius Cordus Sutorius Macro, född 21 f.Kr. i Alba Fucens, död 38 e.Kr. i Rom, var praetorianprefekt under kejsarna Tiberius och Caligula, från år 31 till år 38. 
Till en början var Macro praefectus vigilum, det vill säga prefekt för brandmännen och poliserna i Rom.
Macro efterträdde Sejanus som praetorianprefekt år 31.  Efter Tiberius död år 37 tog han den nye kejsaren Caligulas parti och hoppades på att bli gynnad av denne. Caligula såg dock Macro som ett hot och befallde honom att begå självmord.